# High Memory Area
Die High Memory Area (HMA, englisch teils auch verkürzt himem area) ist ein Speichertyp von MS-DOS und dazu kompatiblen DOS-Varianten. Mit der HMA werden die ersten 65520 Byte oberhalb der 1-MiB-Grenze bei x86-kompatiblen Prozessoren ab dem Intel 80286 im 16-Bit-Betriebsmodus Real Mode verfügbar. Die deutsche Übersetzung hoher Speicherbereich ist inzwischen ungebräuchlich geworden. Ursprünglich eingeführt wurde dieser Hack unter der Bezeichnung HIMEM.

## Entstehungsgeschichte
Der ursprüngliche IBM PC nutzte einen 8088-Prozessor, der nur einen Mebibyte an Speicher direkt adressieren kann. Dieser Betriebsmodus wird ab dem 80286 als englisch Real Mode bezeichnet, der durch den neuen Betriebsmodus Protected Mode abgelöst werden sollte. Als Intel den 80286 entwarf, war noch nicht klar, welchen Erfolg die PC-Plattform mit dem darauf dominierenden Betriebssystem MS-DOS und PC DOS haben würde. Der Protected Mode ist daher nicht mit der bestehenden Software kompatibel, die weiterhin den Real Mode nutzte. In diesem laufen auch alle neueren x86-Prozessoren im 8086-komaptiblen Modus, in dem nur 1 MiB RAM direkt adressierbar bleibt.
Im 80286 können 16 MiB Arbeitsspeicher im Protected Mode genutzt werden, ab dem 80386 sind es 4 GiB (4096 MiB). Dieser Speicher liegt unter 8088/8086-kompatiblen reinen 16-Bit-Systemen wie anfangs PC-kompatiblem DOS allerdings brach, denn im Real Mode kann nicht darauf zugegriffen werden. Erst mit der Extended Memory Specification, kurz XMS, konnte dieser „Erweiterte Speicher“ auch unter 16-Bit-Betriebssystemen im Real Mode, allen voran DOS, genutzt werden.
Der HIMEM-Trick nutzt die Art und Weise aus, wie der Real Mode ab dem 80286 emuliert wird. Der Zugriff auf den RAM wird dabei in Segmente aufgeteilt, das sind 65536 einander überlappende Speicherseiten à 64 KiB. Beim 8088/8086 endet der Speicher bei 1 MiB (1024 KiB) und es kommt zu einem Überlauf, wenn Speicher über dieser Grenze angesprochen wird. Dieser Umstand wurde von vielen DOS-Programmen ausgenutzt, um sie schneller zu machen. Beim PC/AT musste sich IBM daher einen Mechanismus ausdenken, damit sich auch der 286er wie der originale IBM PC verhält, und hat das A20-Gate eingeführt. Darüber kann die 21. Adressleitung („A20“, da von 0 gezählt wird) des Prozessors entweder maskiert (also dauerhaft auf 0 gehalten) werden, so dass ein Überlauf wie beim 8086/8088 auftritt, oder aber – bei „offenem“ A20-Gate – freigeschaltet sein, so dass der Zugriff auf den Speicher jenseits der 1-MiB-Grenze möglich wird.
Der darin definierte Speicherabschnitt liegt damit 64 kB, minus 16 Bytes, im Erweiterten Speicherbereich oberhalb der 1-MB-Grenze des Real Mode, und wird vom 80286 und nachfolgenden Prozessoren auch korrekt angesprochen, während der Prozessor dennoch im Real Mode verbleibt.
Dieser Programmiertrick findet sich unter anderem im Taskswitcher DESQview von Quarterdeck. Microsoft griff dieselbe Technik mit Windows 2.1 auf, das erstmals mit HIMEM.SYS ausgeliefert wurde.
Unter DOS kann die HMA dazu genutzt werden, Teile von sich selbst in diesen Bereich zu verschieben, um mehr Konventionellen Speicher für Programme zur Verfügung zu haben.

## HIMEM.SYS / HIDOS.SYS
Da MS-DOS-kompatibles DOS auf dem IBM PC ursprünglich nur das erste Mebibyte des Hauptspeichers verwaltete, treten Probleme auf, sobald mehr als ein Programm oder Treiber die HMA nutzt. Um dieses Problem zu lösen, wurden in den Speichermanager HIMEM.SYS, der den Zugriff auf den Erweiterten Speicher regelt, Funktionen aufgenommen, die die Reservierung und Freigabe der HMA regeln.

## Nutzung der HMA
Ab DR DOS Version 5.0 (1990) und MS-DOS Version 5.0 (1991) ist DOS in der Lage, seinen eigenen Systemkern in die HMA zu verlagern, wenn HIDOS.SYS bzw. HIMEM.SYS geladen ist. Dies wird durch die Option HIDOS=ON bzw. DOS=HIGH in der Konfigurationsdatei CONFIG.SYS erreicht. Damit wird weniger Konventioneller Speicher, also Speicher unterhalb der 640-KiB-Grenze, vom DOS-Kern belegt, was bei der chronischen Speicherknappheit von DOS vorteilhaft ist.
Bei DR DOS kann nicht nur ein Teil des Systemkerns selbst in die HMA verschoben werden, sondern auch der residente Teil des Kommandozeileninterpreters COMMAND.COM (mit Option /MH), Teile der Pufferverwaltung (HIBUFFERS) und ab DR DOS 6.0 auch einige Treiber und TSR-Programme, etwa KEYB, NLSFUNC und SHARE (jeweils mit Option /MH), wodurch weiterer Konventioneller Speicher für Treiber und Anwendungen frei wird.
Ab DR-DOS 7.02 erlaubt der Parameter SIZE=xxxx der Konfigurationsdirektive SHELLHIGH= eine Feineinstellung der Präallokation für den residenten Teil des Kommandozeilenprozessors, womit insbesondere bei der Verwendung von alternativen Kommandozeilenprozessoren wie 4DOS einer Fragmentierung der HMA vorgebeugt werden kann (etwa mit SHELLHIGH SIZE=20 c:\4dos.com ... in der CONFIG.SYS), so dass insgesamt noch mehr zusammenhängender freier Speicherplatz für HMA-fähige Treiber nutzbar wird.
Obwohl eine möglichst weitreichende Nutzung der HMA durch Treiber erstrebenswert ist, machen insgesamt nur vergleichsweise wenige Treiber davon Gebrauch und wenn, dann in der Regel nur exklusiv, ohne dass dann gleichzeitig auch noch Teile des Betriebssystems oder andere Treiber in die HMA hochgeladen werden könnten.
Da die Adressleitung A20 über das A20-Gate jederzeit von anderen laufenden Prozessen maskiert werden kann, und in dieser Zeit die HMA nicht erreichbar ist, müssen kleine Programmteile (sogenannte ) im Konventionellen Speicher verbleiben, um jederzeit angesprungen werden zu können. So wird sichergestellt, dass auch bei maskierter A20-Leitung jede Funktion erreichbar bleibt, da der Funktionsteil im Konventionellen Speicher (der ) die Leitung temporär wieder aktiviert, bevor Code oder Daten in der HMA angesprungen werden. Deshalb können u. a. auch keine Interruptroutinen in die HMA ausgelagert werden. Auch der Aufruf von externen Unterroutinen (mit nicht immer vollständig bekannten Seiteneffekten durch TSR-Programme) aus der HMA heraus oder die Unterbrechung durch Interrupts ist nicht unkritisch und erfordert besondere Vorsorgemaßnahmen in der Implementierung. Das „klassische“ PC-kompatible DOS im Real Mode stellt ein nur sehr rudimentäres API zum Ändern der A20-Leitung zur Verfügung, eine zentrale Kontrollinstanz für den Zustand jedoch nicht. Für ein einzelnes Programm kann sich dessen Zustand daher „scheinbar zufällig“ ändern. Für eine sichere Implementierung ist die Hochlademöglichkeit für viele Treiber, je nach Aufgabe, technisch zwar prinzipiell erreichbar, aber meist zu aufwendig in der Realisierung, nicht zuletzt um nicht sofort offensichtliche Race Conditions zu vermeiden. Erst 386-Speichermanager wie EMM386, die unautorisierte Zugriffe auf das A20-Gate abfangen und softwaretechnisch entsprechend verarbeiten können, schafften hier betriebssystemseitig mehr Sicherheit in der Verwendung der HMA. Rechner, bei denen die A20-Leitung nicht maskierbar ist, sind zwar von solchen Problemen nicht betroffen, allerdings gibt es auch einzelne DOS-Programme, die mit solchen Rechnern nicht kompatibel sind.
Ein weiterer Punkt ist jedoch die Adressierung des Codes innerhalb der HMA selbst. Bei einer Relokation in die Upper Memory Area (UMA), wie sie für normale Treiber möglich ist, wird normalerweise die Segmentadresse an das Zielsegment angepasst – im Falle der HMA steht die Segmentadresse jedoch fest auf FFFEhex oder FFFFhex, so dass, wenn mehrere Software-Komponenten gleichzeitig in die HMA geladen werden sollen, sich stattdessen die Offset-Adressen ändern müssen, da zum Zeitpunkt der Kompilierung noch nicht bekannt sein kann, an welcher Stelle innerhalb des HMA-Segments gerade noch Platz für den hochzuladenden Code sein wird. Diese Intra-Segment-Offset-Relokation erfordert spezielle Ladetechniken, bei denen alle Offsetbezüge innerhalb des Codes beim Laden entsprechend angepasst werden müssen. Die Verwendung der HMA in eigenen Programmen erforderte somit die Anwendung verschiedener Programmiertricks, die nur wenige DOS-Programmierer der damaligen Zeit auch beherrschten.

## Begriffsverwirrung
In den deutschsprachigen MS-DOS-Versionen, die die HMA unterstützen, wird diese als „oberer Speicherbereich“ bezeichnet. Als die Unterstützung für Upper Memory Blocks (UMBs) hinzukam, verwendete man dann für diese den Namen „hoher Speicherbereich“. Die Benennung war also im Deutschen genau umgekehrt gehandhabt wie im Englischen, was zusammen mit der insgesamt schweren Verständlichkeit der MS-DOS-Speicherverwaltung zu viel Verwirrung bei den Anwendern führte. Erst unter Windows 95 wurden die deutschen Begriffe vertauscht, so dass sie nun der direkten Übersetzung aus dem Englischen entsprechen.